# Saint-Genis (Hautes-Alpes)
Saint-Genis is een plaats en voormalige gemeente in het Franse departement Hautes-Alpes in de regio Provence-Alpes-Côte d'Azur. De plaats maakt deel uit van het arrondissement Gap.

## Geschiedenis
Op 1 januari 2016 fuseerde de gemeente met Eyguians en Lagrand tot de commune nouvelle Garde-Colombe.

## Geografie
De oppervlakte van Saint-Genis bedraagt 22,0 km², de bevolkingsdichtheid is dus 2,5 inwoners per km².
De onderstaande kaart toont de ligging van Saint-Genis (Hautes-Alpes) met de belangrijkste infrastructuur en aangrenzende gemeenten.

## Demografie
Onderstaande figuur toont het verloop van het inwonertal.
Vanwege een beveiligingsprobleem met de MediaWiki Graph-software is het momenteel niet mogelijk deze grafiek weer te geven. Zodra de software is bijgewerkt zal de grafiek vanzelf weer zichtbaar worden.